# Fonts baptismaux d'Épône
Les fonts baptismaux de l'église Saint-Béat à Épône, une commune du département des Yvelines dans la région Île-de-France en France, sont créés au XVIIe siècle.  
Ces fonts baptismaux en calcaire avec une cuve octogonale, sur un support en balustre, qui est ornée de feuilles de chênes et de marronniers. Le premier marronnier d'Inde n'est importé en France qu'en 1615 par le botaniste Bachelier. 
Le couvercle en bois est plus moderne.